# Chikugo
Chikugo (jap. 筑後市 Chikugo-shi) – miasto w Japonii, w prefekturze Fukuoka, w północnej części wyspy Kiusiu.

## Historia
1 kwietnia 1954 roku, w wyniku połączenia kilku wiosek i miasteczek z powiatu Yame, powstało miasto Chikugo.

## Populacja
Zmiany w populacji Chikugo w latach 1970–2015:
| Rok  | Populacja |
| ---- | --------- |
| 1970 | 38 688    |
| 1975 | 39 520    |
| 1980 | 41 698    |
| 1985 | 43 359    |
| 1990 | 43 835    |
| 1995 | 45 289    |
| 2000 | 47 348    |
| 2005 | 47 844    |
| 2010 | 48 512    |
| 2015 | 48 339    |